# Асунсион
Асунсио̀н (на испански: Asunción; на гуарански: Paraguay) е столицата на Парагвай и най-населеният град в страната с 525 252 жители към 2016 г. Той образува автономен столичен окръг и не влиза в състава на никой департамент.
Градът е главното пристанище на река Парагвай, индустриален и културен център на страната. Тук се намира седалището на националното правителство. Произвеждат се обувки, текстилни и тютюневи изделия. В Асунсион се намират няколко висши учебни заведения. В града се намира и Националният пантеон (по-малко подобие на парижкия Дом на инвалидите), където са погребани много национални герои.
Асунсион е най-горещата американска столица в климатично отношение. Високи температури има целогодишно, а най-високата е измерена през април 2007 г. (42 °С).
Асунсион е един от най-старите градове в Южна Америка и най-дълго населяваното селище в областта на Лаплатската низина.

## История
Испанският конкистадор Хуан де Айолас вероятно е първият европеец, посетил земите на бъдещата столица, докато плава по течението на река Парагвай в търсене на път до боливийските рудници. По-късно, Хуан де Саласар де Еспиноса е изпратен заедно с Гонзало де Мендоса да търси Айолас, но не успява да го намери. Докато пътува нагоре и надолу по течението на реката, Саласар де Еспиноса спира за кратко в залива на днешен Асунсион, за да презапаси корабите си. Той открива, че местното население е дружелюбно и решава да създаде крепост на това място през август 1537 г. Нарича я Нуестра Сеньора Санта Мария де ла Асунсион, тъй като римокатолическата църква празнува възнесение на Дева Мария на 15 август.
Когато през 1541 г. Буенос Айрес е евакуиран след нападение на пампаски индианци, много от жителите му се заселват в Асунсион. Градът се превръща в щаб-квартира на испанската колониална дейност в източните части на Южна Америка в продължение на почти половин век, преди Буенос Айрес да бъде построен наново. След официалното отделяне на Буенос Айрес през 1617 г., Асунсион загубва значението си. Вероятно поради отдалечеността си от Испания, националистическите и сепаратистките движения набират скорост отрано в Парагвай. През 1731 г. избухва едно от първите въстания срещу испанското колониално владичество. Негов водач е Хосе де Антекуера и Кастро. През нощта на 14 срещу 15 май 1811 г. в Асунсион е обявена независимостта на страната от Испания. Стратегическото разположение на града по речната система, свързваща Аржентина, Бразилия и Уругвай, кара трите страни да се обединят срещу Парагвай в т. нар. война на Тройния съюз, която довежда до превземането на Асунсион през 1868 г. Той е окупиран и администриран от Бразилия до 1876 г.

## География
Асунсион е разположен на левия бряг на река Парагвай, близо до сливането ѝ с река Пилкомайо. По река Парагвай южно от Асунсион преминава границата с Аржентина. Останалата част от града граничи с департамента Сентрал. Самият град се разпростира върху ниски хълмове, образувайки правоъгълна мрежа.

### Климат
Климатът в града е влажен субтропичен, граничещ тясно с тропичен саванен. Лятото е горещо и влажно, а зимата е мека. Относителната влажност е висока през цялата година. Средната годишна температура е около 23 °C, а средното количество годишни валежи е около 1400 mm. Сняг в днешно време не вали, но през Малкия ледников период е валял. Последният записан снеговалеж е от юни 1751 г.
Сухият сезон в Асунсион е сравнително кратък, от май до септември. Малки замразявания са възможни за ден-два през годината.
| Климатични данни за Асунсион                                                       | Климатични данни за Асунсион | Климатични данни за Асунсион | Климатични данни за Асунсион | Климатични данни за Асунсион | Климатични данни за Асунсион | Климатични данни за Асунсион | Климатични данни за Асунсион | Климатични данни за Асунсион | Климатични данни за Асунсион | Климатични данни за Асунсион | Климатични данни за Асунсион | Климатични данни за Асунсион | Климатични данни за Асунсион |
| Месеци                                                                             | яну.                         | фев.                         | март                         | апр.                         | май                          | юни                          | юли                          | авг.                         | сеп.                         | окт.                         | ное.                         | дек.                         | Годишно                      |
| Абсолютни максимални температури (°C)                                              | 42,0                         | 39,6                         | 40,0                         | 36,4                         | 33,4                         | 32,0                         | 33,4                         | 35,5                         | 38,5                         | 41,1                         | 40,2                         | 41,7                         | 42,0                         |
| Средни максимални температури (°C)                                                 | 33,5                         | 32,6                         | 31,6                         | 28,4                         | 25,0                         | 23,1                         | 23,2                         | 24,8                         | 26,4                         | 29,2                         | 30,7                         | 32,3                         | 28,3                         |
| Средни температури (°C)                                                            | 27,5                         | 26,9                         | 25,9                         | 22,8                         | 19,8                         | 17,9                         | 17,6                         | 18,6                         | 20,5                         | 23,2                         | 24,8                         | 26,5                         | 22,7                         |
| Средни минимални температури (°C)                                                  | 22,8                         | 22,3                         | 21,3                         | 18,6                         | 15,7                         | 13,8                         | 13,1                         | 14,3                         | 15,9                         | 18,6                         | 20,1                         | 21,8                         | 17,9                         |
| Абсолютни минимални температури (°C)                                               | 12,5                         | 12,5                         | 9,4                          | 6,8                          | 2,6                          | −1,2                         | 0,6                          | 0,0                          | 3,6                          | 7,0                          | 8,8                          | 10,0                         | −1,2                         |
| Средни месечни валежи (mm)                                                         | 147,2                        | 129,2                        | 117,9                        | 166,0                        | 113,3                        | 82,4                         | 39,4                         | 72,6                         | 87,7                         | 130,8                        | 164,4                        | 150,3                        | 1401                         |
| Средно количество слънчеви часове                                                  | 276                          | 246                          | 254                          | 228                          | 205                          | 165                          | 195                          | 223                          | 204                          | 242                          | 270                          | 295                          | 2803                         |
| ---------------------------------------------------------------------------------- | ---------------------------- | ---------------------------- | ---------------------------- | ---------------------------- | ---------------------------- | ---------------------------- | ---------------------------- | ---------------------------- | ---------------------------- | ---------------------------- | ---------------------------- | ---------------------------- | ---------------------------- |
| Източник: World Meteorological Organization, NOAA, Danish Meteorological Institute |                              |                              |                              |                              |                              |                              |                              |                              |                              |                              |                              |                              |                              |

## Население
Градското население възлиза на около 540 000 души. Грубо 30% от 6-милионното население живее в метрополния регион на града. 65% от населението в града е под 30-годишна възраст.
Населението на Асунсион нараства драстично през последните няколко десетилетия вследствие вътрешна миграция от другите парагвайски департаменти, отначало поради икономическия растеж през 1970-те години, а по-късно заради икономическата рецесия в селските райони. Градовете около Асунсион поглъщат по-голямата част от потока хора, поради ниската цена на земята там и лесния достъп до Асунсион. Градът е един от най-евтините за живеене в света.
Около 90% от населението на Асунсион изповядва католицизъм. Епархията на Асунсион покрива територия от 2582 km2, на която от 1 780 000 души 1 612 000 са католици. Най-разпространените езици са испанският и гуарани.

## Икономика
В Асунсион се намират седалищата на най-големите компании в страната. През 1977 г. тук е открита стоковата борса BVPASA. Привлекателността на града за инвестиции произтича от облекчените му данъци. Той е сред градовете с най-добри инвестиционни условия в Южна Америка и разполага със закони, които защитават стратегическите инвестиции и гарантират средата за развитие на големите промишлени заводи и инфраструктурни заводи. Градът е икономическият център на Парагвай.
Селскостопанската продукция от районите около Асунсион се преработват в столицата. Основната промишлена продукция се състои в текстили, растителни масла, обувки, брашно, малки речни плавателни съдове и тютюневи изделия.

## Транспорт
Централната част на града е разположена на брега на река Парагвай. Пристанището на града се намира стратегически в малък залив, откъдето преминават повечето товарни кораби към и от града. Градският транспорт е широко използван и включва автобуси, достигащи всички части на града.
Международно летище „Силвио Петроси“ е основната национална и международна порта на Парагвай. Намира се в Луке, близо до Асунсион. Това е най-натовареното летище в страната и е хъб на авиолинията TAM Paraguayan Airlines.

## Известни личности
Родени в Асунсион
- Селсо Аяла (р. 1970), футболист
- Орасио Картес (р. 1956), политик
- Виктор Пеки (р. 1955), тенисист
- Роке Санта Крус (р. 1981), футболист

Починали в Асунсион
- Анастасио Сомоса Дебайле (1925 – 1980), никарагуански военен и политик

Други
- Исмаел Ролон (1914 – 2010), духовник, архиепископ на Асунсион през 1970 – 1989

## Побратимени градове
- Богота, Колумбия
- Буенос Айрес, Аржентина
- Кампинас, Бразилия
- Каракас Венецуела
- Куритиба, Бразилия
- Ла Пас, Боливия
- Мадрид, Испания
- Маями-Дейд, САЩ
- Пуебла, Мексико
- Ресистенсия, Аржентина
- Сао Пауло, Бразилия
- Тайпе, Тайван
- Чиба, Япония

## Галерия
- Пристанището на града.
- Асунсион нощем.
- Булевардът Марискал Лопес е един от най-големите в града.
- Паласио де лос Лопес.
- Американският университет.
- Спътникова снимка на Асунсион.